# Geotrichum
Geotrichum és un gènere de fongs ascomicots de l'ordre dels dipodascals (Dipodascales). És cosmopolita i es troba al sòl, l'aigua, l'aire i en els residus i també en les plantes, els cereals i els productes lactis; també es troba en la microbiota humana normal i aïllat de les escopinades i les femtes. Va ser descrit el 1809 per Johann Heinrich Friedrich Link.
El gènere Geotrichum inclou 59 espècies; la més comunes són Geotrichum candidum, Geotrichum clavatum i Geotrichum fici aquesta darrera fa una olor intensa similar a la pinya americana o ananàs.
S'han identificat soques semblants a llevats i a floridures.